# Usurpation
Als Usurpation (lateinisch usurpatio ‚Gebrauch‘; usurpare „in Besitz nehmen“, „widerrechtlich die Macht an sich reißen“) wird im neueren Sprachgebrauch die Anmaßung eines Besitzes, einer Befugnis, besonders aber der öffentlichen Gewalt bezeichnet – also insbesondere die gewaltsame Verdrängung eines legitimen Herrschers, der Umsturz der Verfassung und die Unterdrückung der Selbständigkeit eines Staates durch einen Usurpator.

## Die Usurpation der Macht
Meist ist im historisch-politischen Kontext dann von einer Usurpation die Rede, wenn der bislang legitime Herrscher zum Zeitpunkt der Erhebung des Konkurrenten noch lebt und amtiert. Es kommt also stets zu einem Konflikt zwischen dem bisherigen Herrscher und seinem Herausforderer, der oft Züge eines Bürgerkriegs trägt.
Mit dem Begriff der Usurpation ist die Vorstellung eines Mangels an Legitimität verbunden. Die Usurpation kann aber nachträglich einen legitimen Charakter erhalten, falls der dem Usurpator unterlegene bisherige Herrscher oder eine dazu befugte Körperschaft sie nachträglich billigt oder das Volk den neuen Herrscher akzeptiert. Doch auch ohne solche Legitimierung sind Staatsakte der usurpierten Gewalt zunächst gültig, denn die Befugnis zur Ausübung der Staatsgewalt ist nicht an den rechtmäßigen Gebrauch, sondern an den tatsächlichen Besitz der Staatsgewalt gebunden.
Da es für eine klare Abgrenzung von usurpierter und legitimer Macht keine generell anwendbaren Kriterien gibt, entscheidet oft nur der Ausgang des Machtkampfes darüber, wer als Usurpator gezählt wird. So begann beispielsweise der römische Kaiser Diokletian 284 als Usurpator, konnte sich aber gegen seinen Konkurrenten Carinus durchsetzen und galt daher ab 285 als legitimer Herrscher. Konstantin der Große setzte sich nach seiner Erhebung zum Kaiser 306 ebenfalls in einem längeren reichsweiten Kampf als Alleinherrscher durch. Ein erfolgreicher Usurpator kann also zum rechtmäßigen Herrscher werden, sobald seine Gegner ausgeschaltet sind. Die formale Anerkennung seiner Herrschaft ist dann zwar juristisch bedeutsam, ist aber in der Regel nur eine direkte Konsequenz der realen Machtverhältnisse.
In der Spätantike wurde in der Regel der (vom ursprünglich nicht wertenden Begriff Tyrannis für eine Alleinherrschaft abgeleitete) Ausdruck „Tyrann“ (griechisch τύραννος týrannos, lateinisch tyrannus) zur Kennzeichnung eines Usurpators bzw. Gegenkaisers verwendet.

## Zivilrecht
Das deutsche Recht kennt die „Usurpationstheorie“. Gemäß § 1004 Abs. 1 S. 1 BGB kann der Eigentümer vom Störer die „Beseitigung der Beeinträchtigung“ verlangen. Ein Teil der Literatur meint, dass der Anspruch aus § 1004 BGB entgegen den deliktischen Ansprüchen aus §§ 823 ff., §§ 249 ff. BGB keine vollkommene Wiederherstellung geben könne. Das ergebe sich schon aus dem Wortlaut der Vorschrift. Der Anspruchsteller könne dagegen nur den Rückzug des Störers aus dem fremden Rechtskreis fordern (Neuner JuS 2005, 385, 391). Die Rechtsprechung dagegen folgt der „Wiederherstellungstheorie“ und sieht eine partielle Überlappung zwischen der deliktischen Naturalrestitution und der Rechtsfolge aus § 1004 BGB. Eine moderate Wiederherstellung der Benutzbarkeit ist demnach ebenfalls geschuldet (BGH NJW 2004, 603, BGH V ZR 142/04). Insoweit liegt eine teilweise Überlappung mit dem verschuldensabhängigen Schadensersatzanspruch nach § 823 BGB vor.